# 쌍둥이 에로 킬러 - 자매의 유혹
《쌍둥이 에로 킬러 - 자매의 유혹》은 2016년에 개봉한 대한민국의 액션 영화다.

## 출연

### 주연
- 보리
- 주희
- 중도

## 같이 보기
- 불량탐정 : 리로드